# Campionato mondiale di hockey su ghiaccio Under-20 2023
Il 47º Campionato mondiale di hockey su ghiaccio U-20 è stato assegnato dall'International Ice Hockey Federation al Canada, che lo ha ospitato ad Halifax e a Moncton nel periodo tra il 26 dicembre 2022 e il 5 gennaio 2023. Inizialmente il torneo si sarebbe dovuto svolgere im Russia, a Novosibirsk e Omsk, ma nel febbraio 2022 l'assegnazione è stata ritirata in seguito all'invasione russa dell'Ucraina. Nel maggio 2022 è stata annunciata l'assegnazione ad Halifax e Moncton, facendo di questa la terza edizione consecutiva a svolgersi in Canada (le due precedenti si sono disputate a Edmonton) e la seconda a svolgersi ad Halifax, dopo quella del 2004.

Il Canada ha vinto il titolo per la 20ª volta, battendo in finale la Rep. Ceca.

## Campionato di gruppo A

### Partecipanti
Al torneo hanno preso parte 10 squadre:
| 8 dall'Europa     | Austria   | Finlandia   | Germania | Lettonia |  |
| 8 dall'Europa     | Rep. Ceca | Slovacchia  | Svezia   | Svizzera |  |
| 2 dal Nordamerica | Canada    | Stati Uniti |          |          |  |

### Gironi preliminari
Le quattro migliori squadre di ciascun girone hanno ottenuto l'accesso ai quarti di finale, mentre le due squadre giunte all'ultimo posto in classifica si sono sfidate in uno spareggio al meglio delle tre gare per evitare la retrocessione in Prima Divisione.

#### Girone A
| Pos | Squadra    | G | V | VS | PS | P | GF | GS | DG  | Pt | Qualificazione     |
| --- | ---------- | - | - | -- | -- | - | -- | -- | --- | -- | ------------------ |
| 1   | Rep. Ceca  | 4 | 3 | 0  | 1  | 0 | 24 | 6  | +18 | 10 | Quarti di finale   |
| 2   | Canada (H) | 4 | 3 | 0  | 0  | 1 | 29 | 8  | +21 | 9  | Quarti di finale   |
| 3   | Svezia     | 4 | 2 | 1  | 0  | 1 | 16 | 7  | +9  | 8  | Quarti di finale   |
| 4   | Germania   | 4 | 1 | 0  | 0  | 3 | 7  | 22 | −15 | 3  | Quarti di finale   |
| 5   | Austria    | 4 | 0 | 0  | 0  | 4 | 2  | 35 | −33 | 0  | Spareggio salvezza |

| Halifax 26 dicembre 2022, ore 14:30 UTC-4 | Svezia | 11 – 0 (2-0; 6-0; 3-0) referto | Austria | Scotiabank Centre (7.274 spett.) |

| Halifax 26 dicembre 2022, ore 19:30 UTC-4 | Rep. Ceca | 5 – 2 (2-1; 3-1; 0-0) referto | Canada | Scotiabank Centre (10.030 spett.) |

| Halifax 27 dicembre 2022, ore 14:30 UTC-4 | Germania | 0 – 1 (0-1; 0-0; 0-0) referto | Svezia | Scotiabank Centre (7.632 spett.) |

| Halifax 27 dicembre 2022, ore 19:30 UTC-4 | Austria | 0 – 9 (0-3; 0-4; 0-2) referto | Rep. Ceca | Scotiabank Centre (7.105 spett.) |

| Halifax 28 dicembre 2022, ore 19:30 UTC-4 | Canada | 11 – 2 (3-1; 6-0; 2-1) referto | Germania | Scotiabank Centre (10.263 spett.) |

| Halifax 29 dicembre 2022, ore 14:30 UTC-4 | Svezia | 3 – 2 (d.t.s.) (0-0; 2-1; 0-1; 1-0) referto | Rep. Ceca | Scotiabank Centre (9.140 spett.) |

| Halifax 29 dicembre 2022, ore 19:30 UTC-4 | Austria | 0 – 11 (0-3; 0-4; 0-4) referto | Canada | Scotiabank Centre (10.170 spett.) |

| Halifax 30 dicembre 2022, ore 17:30 UTC-4 | Germania | 4 – 2 (1-0; 3-1; 0-1) referto | Austria | Scotiabank Centre (7.586 spett.) |

| Halifax 31 dicembre 2022, ore 14:30 UTC-4 | Rep. Ceca | 8 – 1 (2-0; 3-1; 3-0) referto | Germania | Scotiabank Centre (8.454 spett.) |

| Halifax 31 dicembre 2022, ore 19:30 UTC-4 | Canada | 5 – 1 (3-1; 0-0; 2-0) referto | Svezia | Scotiabank Centre (10.301 spett.) |

#### Girone B
| Pos | Squadra     | G | V | VS | PS | P | GF | GS | DG  | Pt | Qualificazione     |
| --- | ----------- | - | - | -- | -- | - | -- | -- | --- | -- | ------------------ |
| 1   | Stati Uniti | 4 | 3 | 0  | 0  | 1 | 19 | 11 | +8  | 9  | Quarti di finale   |
| 2   | Finlandia   | 4 | 2 | 0  | 1  | 1 | 12 | 11 | +1  | 7  | Quarti di finale   |
| 3   | Slovacchia  | 4 | 2 | 0  | 1  | 1 | 14 | 12 | +2  | 7  | Quarti di finale   |
| 4   | Svizzera    | 4 | 0 | 3  | 0  | 1 | 11 | 12 | −1  | 6  | Quarti di finale   |
| 5   | Lettonia    | 4 | 0 | 0  | 1  | 3 | 4  | 14 | −10 | 1  | Spareggio salvezza |

1. 1 2  Finlandia–Slovacchia 5–2

| Moncton 26 dicembre 2022, ore 12:00 UTC-4 | Finlandia | 2 – 3 (d.t.s.) (0-0; 1-1; 1-1; 0-1) referto | Svizzera | Avenir Centre (4.465 spett.) |

| Moncton 26 dicembre 2022, ore 17:00 UTC-4 | Lettonia | 2 – 5 (0-0; 2-2; 0-3) referto | Stati Uniti | Avenir Centre (4.927 spett.) |

| Moncton 27 dicembre 2022, ore 12:00 UTC-4 | Finlandia | 5 – 2 (1-1; 3-0; 1-1) referto | Slovacchia | Avenir Centre (4.617 spett.) |

| Moncton 27 dicembre 2022, ore 17:00 UTC-4 | Svizzera       | 3 – 2 (d.t.s.) (1-1; 0-1; 1-0; 0-0) referto | Lettonia | Avenir Centre (3.812 spett.) |
| \| \| \| \| \| \| Shootout 2 – 1 \| \|    |                |                                             |          |                              |
|                                           |                |                                             |          |                              |
|                                           | Shootout 2 – 1 |                                             |          |                              |

| Moncton 28 dicembre 2022, ore 17:00 UTC-4 | Slovacchia | 6 – 3 (1-2; 3-0; 2-1) referto | Stati Uniti | Avenir Centre (6.438 spett.) |

| Moncton 29 dicembre 2022, ore 12:00 UTC-4 | Lettonia | 0 – 3 (0-1; 0-1; 0-1) referto | Finlandia | Avenir Centre (4.081 spett.) |

| Moncton 29 dicembre 2022, ore 17:00 UTC-4 | Stati Uniti | 5 – 1 (1-0; 3-1; 1-0) referto | Svizzera | Avenir Centre (7.024 spett.) |

| Moncton 30 dicembre 2022, ore 12:00 UTC-4 | Slovacchia | 3 – 0 (1-0; 0-0; 2-0) referto | Lettonia | Avenir Centre (3.878 spett.) |

| Moncton 31 dicembre 2022, ore 12:00 UTC-4 | Svizzera       | 4 – 3 (d.t.s.) (0-1; 1-2; 2-0; 0-0) referto | Slovacchia | Avenir Centre (4.849 spett.) |
| \| \| \| \| \| \| Shootout 3 – 2 \| \|    |                |                                             |            |                              |
|                                           |                |                                             |            |                              |
|                                           | Shootout 3 – 2 |                                             |            |                              |

| Moncton 31 dicembre 2022, ore 17:00 UTC-4 | Stati Uniti | 6 – 2 (1-1; 3-1; 2-0) referto | Finlandia | Avenir Centre (8.231 spett.) |

### Spareggio salvezza
| Halifax 2 gennaio 2023, ore 10:30 UTC-4 | Lettonia | 5 – 2 (1-2; 1-0; 3-0) referto | Austria | Scotiabank Centre (4.879 spett.) |

| Halifax 4 gennaio 2023, ore 11:00 UTC-4 | Austria | 2 – 4 (0-1; 0-2; 2-1) referto | Lettonia | Scotiabank Centre (3.456 spett.) |

### Fase a eliminazione diretta
Le quattro semifinaliste sono state accoppiate per le semifinali in base al seguente sistema di classificazione:
1. Posizione nel rispettivo gruppo
2. Maggior numero di punti
3. Migliore differenza reti
4. Maggior numero di goal segnati
5. Posizione tra le teste di serie iniziali del torneo (come determinata dal piazzamento finale nel Campionato mondiale di hockey su ghiaccio Under-20 2022).

| Posizione | Nazione     | Gruppo | Pos | P  | DR  | GS | Seed |
| --------- | ----------- | ------ | --- | -- | --- | -- | ---- |
| 1         | Rep. Ceca   | A      | 1   | 10 | +18 | 24 | 4    |
| 2         | Stati Uniti | B      | 1   | 9  | +8  | 19 | 5    |
| 3         | Canada      | A      | 2   | 9  | +21 | 29 | 1    |
| 4         | Finlandia   | B      | 2   | 7  | +1  | 12 | 2    |
| 5         | Svezia      | A      | 3   | 8  | +9  | 16 | 3    |
| 6         | Slovacchia  | B      | 3   | 7  | +2  | 14 | 9    |
| 7         | Svizzera    | B      | 4   | 6  | -1  | 11 | 8    |
| 8         | Germania    | A      | 4   | 3  | -15 | 7  | 6    |

#### Tabellone
|  | Quarti di finale | Quarti di finale | Quarti di finale |  |   | Semifinali  | Semifinali | Semifinali |  |   | Finale      | Finale                 | Finale                 |                        |  |
|  |                  |                  |                  |  |   |             |            |            |  |   |             |                        |                        |                        |  |
|  |                  |                  |                  |  |   |             |            |            |  |   |             |                        |                        |                        |  |
|  | A1               | Rep. Ceca        | 9                |  |   |             |            |            |  |   |             |                        |                        |                        |  |
|  | B4               | Svizzera         | 1                |  |   |             |            |            |  |   |             |                        |                        |                        |  |
|  |                  |                  |                  |  | 1 | Rep. Ceca   | 2          |            |  |   |             |                        |                        |                        |  |
|  |                  |                  |                  |  |   | 5           | Svezia     | 1          |  |   |             |                        |                        |                        |  |
|  | B2               | Finlandia        | 2                |  |   |             |            |            |  |   |             |                        |                        |                        |  |
|  | A3               | Svezia           | 3                |  |   |             |            |            |  |   |             |                        |                        |                        |  |
|  |                  |                  |                  |  |   |             |            |            |  |   | 1           | Rep. Ceca              | 2                      |                        |  |
|  |                  |                  |                  |  |   |             |            |            |  |   | 3           | Canada                 | 3                      |                        |  |
|  | B1               | Stati Uniti      | 11               |  |   |             |            |            |  |   |             |                        |                        |                        |  |
|  | A4               | Germania         | 1                |  |   |             |            |            |  |   |             | Finale per il 3º posto | Finale per il 3º posto | Finale per il 3º posto |  |
|  |                  |                  |                  |  | 2 | Stati Uniti | 2          |            |  |   |             |                        |                        |                        |  |
|  |                  |                  |                  |  |   | 3           | Canada     | 6          |  |   | 5           | Svezia                 | 7                      |                        |  |
|  | A2               | Canada           | 4                |  |   |             |            |            |  | 2 | Stati Uniti | 8                      |                        |                        |  |
|  | B3               | Slovacchia       | 3                |  |   |             |            |            |  |   |             |                        |                        |                        |  |

#### Quarti di finale
| Moncton 2 gennaio 2023, ore 12:00 UTC-4 | Finlandia | 2 – 3 (1-1; 0-0; 1-2) referto | Svezia | Avenir Centre (7.263 spett.) |

| Halifax 2 gennaio 2023, ore 14:30 UTC-4 | Rep. Ceca | 9 – 1 (3-1; 4-0; 2-0) referto | Svizzera | Scotiabank Centre (8.746 spett.) |

| Moncton 2 gennaio 2023, ore 17:00 UTC-4 | Stati Uniti | 11 – 1 (3-0; 5-0; 3-1) referto | Germania | Avenir Centre (7.262 spett.) |

| Halifax 2 gennaio 2023, ore 19:30 UTC-4 | Canada | 4 – 3 (d.t.s.) (1-0; 2-2; 0-1; 1-0) referto | Slovacchia | Scotiabank Centre (10.349 spett.) |

#### Semifinali
| Halifax 4 gennaio 2023, ore 15:30 UTC-4 | Rep. Ceca | 2 – 1 (d.t.s.) (0-0; 0-1; 1-0; 1-0) referto | Svezia | Scotiabank Centre (9.265 spett.) |

| Halifax 4 gennaio 2023, ore 19:30 UTC-4 | Stati Uniti | 2 – 6 (2-1; 0-3; 0-2) referto | Canada | Scotiabank Centre (10.636 spett.) |

#### Finale 3º posto
| Halifax 5 gennaio 2023, ore 15:30 UTC-4 | Stati Uniti | 8 – 7 (d.t.s.) (1-0; 4-5; 2-2; 1-0) referto | Svezia | Scotiabank Centre (9.031 spett.) |

#### Finale
| Halifax 5 gennaio 2023, ore 19:30 UTC-4 | Rep. Ceca | 2 – 3 (d.t.s.) (0-1; 0-1; 2-0; 0-1) referto | Canada | Scotiabank Centre (10.735 spett.) |

### Classifica finale
| Pos | Squadra     | G | V | VS | PS | P | GF | GS | DG  | Pt | Risultato finale                |
| --- | ----------- | - | - | -- | -- | - | -- | -- | --- | -- | ------------------------------- |
| 1   | Canada (H)  | 7 | 4 | 2  | 0  | 1 | 42 | 15 | +27 | 16 | Campione                        |
| 2   | Rep. Ceca   | 7 | 4 | 1  | 2  | 0 | 37 | 11 | +26 | 16 | Finalista                       |
| 3   | Stati Uniti | 7 | 4 | 1  | 0  | 2 | 40 | 25 | +15 | 14 | Terzo posto                     |
| 4   | Svezia      | 7 | 3 | 1  | 2  | 1 | 27 | 19 | +8  | 13 | Quarto posto                    |
|     |             |   |   |    |    |   |    |    |     |    |                                 |
| 5   | Finlandia   | 5 | 2 | 0  | 1  | 2 | 14 | 14 | 0   | 7  | Eliminate ai quarti di finale   |
| 6   | Slovacchia  | 5 | 2 | 0  | 2  | 1 | 17 | 16 | +1  | 8  | Eliminate ai quarti di finale   |
| 7   | Svizzera    | 5 | 0 | 3  | 0  | 2 | 12 | 21 | −9  | 6  | Eliminate ai quarti di finale   |
| 8   | Germania    | 5 | 1 | 0  | 0  | 4 | 8  | 33 | −25 | 3  | Eliminate ai quarti di finale   |
|     |             |   |   |    |    |   |    |    |     |    |                                 |
| 9   | Lettonia    | 6 | 2 | 0  | 1  | 3 | 13 | 18 | −5  | 7  | Salva                           |
| 10  | Austria     | 6 | 0 | 0  | 0  | 6 | 6  | 44 | −38 | 0  | Retrocessa in Prima Divisione A |

## Prima Divisione
Il Campionato di Prima Divisione si è disputato in due gironi all'italiana. Il Gruppo A si è giocato ad Asker, in Norvegia, fra l'11 e il 17 dicembre 2022. Il Gruppo B si è giocato a Bytom, in Polonia, fra l'11 e il 17 dicembre 2022:

### Gruppo A
| Pos | Squadra         | G | V | VS | PS | P | GF | GS | DG  | Pt | Promozione o retrocessione      |     | NOR | KAZ | FRA | HUN | DEN | SLO |
| --- | --------------- | - | - | -- | -- | - | -- | -- | --- | -- | ------------------------------- | --- | --- | --- | --- | --- | --- | --- |
| 1   | Norvegia (H, P) | 5 | 5 | 0  | 0  | 0 | 19 | 8  | +11 | 15 | Promossa nel Gruppo A           |     | —   | 5–3 | 3–2 | 3–2 | 4–1 | 4–0 |
| 2   | Kazakistan      | 5 | 3 | 0  | 0  | 2 | 14 | 11 | +3  | 9  |                                 |     | 3–5 | —   | 0–2 | 3–2 | 4–0 | 4–2 |
| 3   | Francia         | 5 | 2 | 0  | 1  | 2 | 16 | 14 | +2  | 7  |                                 | 2–3 | 2–0 | —   | 4–5 | 3–4 | 5–2 |     |
| 4   | Ungheria        | 5 | 1 | 1  | 1  | 2 | 18 | 18 | 0   | 6  |                                 | 2–3 | 2–3 | 5–4 | —   | 2–3 | 7–5 |     |
| 5   | Danimarca       | 5 | 1 | 1  | 0  | 3 | 9  | 19 | −10 | 5  |                                 | 1–4 | 0–4 | 4–3 | 3–2 | —   | 1–6 |     |
| 6   | Slovenia (R)    | 5 | 1 | 0  | 0  | 4 | 15 | 21 | −6  | 3  | Retrocessa in Prima Divisione B |     | 0–4 | 2–4 | 2–5 | 5–7 | 6–1 | —   |

### Gruppo B
| Pos | Squadra           | G | V | VS | PS | P | GF | GS | DG  | Pt | Promozione o retrocessione        |     | JPN | UKR | ITA | POL | EST  | KOR |
| --- | ----------------- | - | - | -- | -- | - | -- | -- | --- | -- | --------------------------------- | --- | --- | --- | --- | --- | ---- | --- |
| 1   | Giappone (P)      | 5 | 4 | 0  | 1  | 0 | 25 | 16 | +9  | 13 | Promossa in Prima Divisione A     |     | —   | 7–4 | 2–3 | 7–3 | 4–3  | 5–3 |
| 2   | Ucraina           | 5 | 4 | 0  | 0  | 1 | 23 | 12 | +11 | 12 |                                   |     | 4–7 | —   | 4–0 | 5–2 | 3–2  | 7–1 |
| 3   | Italia            | 5 | 2 | 1  | 0  | 2 | 12 | 13 | −1  | 8  |                                   | 3–2 | 0–4 | —   | 2–1 | 1–2 | 6–4  |     |
| 4   | Polonia (H)       | 5 | 1 | 1  | 0  | 3 | 21 | 19 | +2  | 5  |                                   | 3–7 | 2–5 | 1–2 | —   | 4–3 | 11–2 |     |
| 5   | Estonia           | 5 | 1 | 0  | 1  | 3 | 11 | 14 | −3  | 4  |                                   | 3–4 | 2–3 | 2–1 | 3–4 | —   | 1–2  |     |
| 6   | Corea del Sud (R) | 5 | 1 | 0  | 0  | 4 | 12 | 30 | −18 | 3  | Retrocessa in Seconda Divisione A |     | 0–4 | 2–4 | 6–1 | 2–5 | 5–7  | —   |

## Seconda Divisione
Il Campionato di Seconda Divisione si è svolto in due gironi all'italiana. Il Gruppo A si è giocato a Kaunas, in Lituania, fra l'11 e il 17 dicembre 2022. Il Gruppo B si è giocato a Reykjavík, in Islanda, fra il 16 e il 22 gennaio 2023:

### Gruppo A
| Pos | Squadra       | G | V | VS | PS | P | GF | GS | DG  | Pt | Promozione o retrocessione        |     | CRO | GBR | LTU | ESP | NED | ROU |
| --- | ------------- | - | - | -- | -- | - | -- | -- | --- | -- | --------------------------------- | --- | --- | --- | --- | --- | --- | --- |
| 1   | Croazia (P)   | 5 | 3 | 1  | 1  | 0 | 25 | 17 | +8  | 12 | Promossa in Prima Divisione B     |     | —   | 7–4 | 2–1 | 9–5 | 2–3 | 5–4 |
| 2   | Gran Bretagna | 5 | 4 | 0  | 0  | 1 | 27 | 11 | +16 | 12 |                                   |     | 4–7 | —   | 4–3 | 3–1 | 7–0 | 9–0 |
| 3   | Lituania (H)  | 5 | 3 | 0  | 1  | 1 | 15 | 9  | +6  | 10 |                                   | 1–2 | 3–4 | —   | 4–1 | 3–1 | 4–1 |     |
| 4   | Spagna        | 5 | 2 | 0  | 0  | 3 | 18 | 20 | −2  | 6  |                                   | 5–9 | 1–3 | 1–4 | —   | 5–2 | 6–2 |     |
| 5   | Paesi Bassi   | 5 | 1 | 1  | 0  | 3 | 11 | 21 | −10 | 5  |                                   | 3–2 | 0–7 | 1–3 | 2–5 | —   | 5–4 |     |
| 6   | Romania (R)   | 5 | 0 | 0  | 0  | 5 | 11 | 29 | −18 | 0  | Retrocessa in Seconda Divisione B |     | 4–5 | 0–9 | 1–4 | 2–6 | 4–5 | —   |

1. 1 2  Gran Bretagna–Croazia 4–7

### Gruppo B
| Pos | Squadra       | G | V | VS | PS | P | GF | GS | DG  | Pt | Promozione o retrocessione      |     | CHN | BEL | SRB | ISL | TPE | MEX |
| --- | ------------- | - | - | -- | -- | - | -- | -- | --- | -- | ------------------------------- | --- | --- | --- | --- | --- | --- | --- |
| 1   | Cina (P)      | 5 | 4 | 1  | 0  | 0 | 29 | 9  | +20 | 14 | Promossa in Seconda Divisione A |     | —   | 4–3 | 8–2 | 5–2 | 8–2 | 4–0 |
| 2   | Belgio        | 5 | 4 | 0  | 1  | 0 | 25 | 14 | +11 | 13 |                                 |     | 3–4 | —   | 6–3 | 5–3 | 6–2 | 5–2 |
| 3   | Serbia        | 5 | 3 | 0  | 0  | 2 | 27 | 18 | +9  | 9  |                                 | 2–8 | 3–6 | —   | 7–1 | 7–1 | 8–2 |     |
| 4   | Islanda (H)   | 5 | 2 | 0  | 0  | 3 | 18 | 21 | −3  | 6  |                                 | 2–5 | 3–5 | 1–7 | —   | 5–4 | 7–0 |     |
| 5   | Taipei cinese | 5 | 1 | 0  | 0  | 4 | 17 | 29 | −12 | 3  |                                 | 2–8 | 2–6 | 1–7 | 4–5 | —   | 8–3 |     |
| 6   | Messico (R)   | 5 | 0 | 0  | 0  | 5 | 7  | 32 | −25 | 0  | Retrocessa in Terza Divisione   |     | 0–4 | 2–5 | 2–8 | 0–7 | 3–8 | —   |

## Terza Divisione
Il Campionato di Terza Divisione si è giocato a Istanbul, in Turchia, fra il 26 gennaio e il 2 febbraio 2023.

### Girone A
| Pos | Squadra              | G | V | VS | PS | P | GF | GS | DG  | Pt | Qualificazione   |  | AUS  | KGZ  | NZL | BIH  |
| --- | -------------------- | - | - | -- | -- | - | -- | -- | --- | -- | ---------------- |  | ---- | ---- | --- | ---- |
| 1   | Australia            | 3 | 3 | 0  | 0  | 0 | 28 | 6  | +22 | 9  | Quarti di finale |  | —    | 12–4 | 6–2 | 10–0 |
| 2   | Kirghizistan         | 3 | 2 | 0  | 0  | 1 | 11 | 16 | −5  | 6  | Quarti di finale |  | 4–12 | —    | 3–1 | 4–3  |
| 3   | Nuova Zelanda        | 3 | 1 | 0  | 0  | 2 | 9  | 10 | −1  | 3  | Quarti di finale |  | 2–6  | 1–3  | —   | 6–1  |
| 4   | Bosnia ed Erzegovina | 3 | 0 | 0  | 0  | 3 | 4  | 20 | −16 | 0  | Quarti di finale |  | 0–10 | 3–4  | 1–6 | —    |

### Girone B
| Pos | Squadra     | G | V | VS | PS | P | GF | GS | DG  | Pt | Qualificazione   |  | ISR  | BUL | TUR | RSA  |
| --- | ----------- | - | - | -- | -- | - | -- | -- | --- | -- | ---------------- |  | ---- | --- | --- | ---- |
| 1   | Israele     | 3 | 3 | 0  | 0  | 0 | 30 | 4  | +26 | 9  | Quarti di finale |  | —    | 8–0 | 6–3 | 16–1 |
| 2   | Bulgaria    | 3 | 2 | 0  | 0  | 1 | 10 | 11 | −1  | 6  | Quarti di finale |  | 0–8  | —   | 5–3 | 5–0  |
| 3   | Turchia (H) | 3 | 1 | 0  | 0  | 2 | 15 | 14 | +1  | 3  | Quarti di finale |  | 3–6  | 3–5 | —   | 9–3  |
| 4   | Sudafrica   | 3 | 0 | 0  | 0  | 3 | 4  | 30 | −26 | 0  | Quarti di finale |  | 1–16 | 0–5 | 3–9 | —    |

### Fase finale
|  | Quarti di finale | Quarti di finale     | Quarti di finale |            |            | Semifinali  | Semifinali  | Semifinali  |             |             | Finale     | Finale                 | Finale                 |                        |            |
|  |                  |                      |                  |            |            |             |             |             |             |             |            |                        |                        |                        |            |
|  | 30 gennaio       |                      |                  |            |            |             |             |             |             |             |            |                        |                        |                        |            |
|  | 1B               | Israele              | 10               |            |            |             |             |             |             |             |            |                        |                        |                        |            |
|  | 4A               | Bosnia ed Erzegovina | 0                |            |            | 1º febbraio | 1º febbraio | 1º febbraio | 1º febbraio | 1º febbraio |            |                        |                        |                        |            |
|  |                  |                      |                  |            | 1          | Israele     | 6           |             |             |             |            |                        |                        |                        |            |
|  | 30 gennaio       | 30 gennaio           | 30 gennaio       | 30 gennaio |            | 5           | Turchia     | 4           |             |             |            |                        |                        |                        |            |
|  | 2A               | Kirghizistan         | 1                |            |            |             |             |             |             |             |            |                        |                        |                        |            |
|  | 3B               | Turchia              | 3                |            |            |             |             |             |             |             | 2 febbraio | 2 febbraio             | 2 febbraio             | 2 febbraio             | 2 febbraio |
|  |                  |                      |                  |            |            |             |             |             |             |             | 1          | Israele                | 1                      |                        |            |
|  | 30 gennaio       | 30 gennaio           | 30 gennaio       | 30 gennaio | 30 gennaio |             |             |             |             |             | 2          | Australia              | 4                      |                        |            |
|  | 1A               | Australia            | 28               |            |            |             |             |             |             |             |            |                        |                        |                        |            |
|  | 4B               | Sudafrica            | 0                |            |            | 1º febbraio | 1º febbraio | 1º febbraio | 1º febbraio | 1º febbraio |            | Finale per il 3º posto | Finale per il 3º posto | Finale per il 3º posto |            |
|  |                  |                      |                  |            | 2          | Australia   | 4           |             | 2 febbraio  | 2 febbraio  | 2 febbraio | 2 febbraio             | 2 febbraio             |                        |            |
|  | 30 gennaio       | 30 gennaio           | 30 gennaio       | 30 gennaio |            | 3           | Bulgaria    | 1           |             |             | 5          | Turchia                | 3                      |                        |            |
|  | 2B               | Bulgaria             | 6                |            |            |             |             |             |             | 3           | Bulgaria   | 8                      |                        |                        |            |
|  | 3A               | Nuova Zelanda        | 2                |            |            |             |             |             |             |             |            |                        |                        |                        |            |

|  | Finale per il 5º posto |               |   |  |
|  |                        |               |   |  |
|  | 4                      | Kirghizistan  | 2 |  |
|  | 6                      | Nuova Zelanda | 3 |  |

|  | Finale per il 7º posto |                      |   |  |
|  |                        |                      |   |  |
|  | 7                      | Bosnia ed Erzegovina | 7 |  |
|  | 8                      | Sudafrica            | 3 |  |

### Classifica finale
| Pos. | Nazione              |
| ---- | -------------------- |
| 1    | Australia            |
| 2    | Israele              |
| 3    | Bulgaria             |
| 4    | Turchia              |
| 5    | Nuova Zelanda        |
| 6    | Kirghizistan         |
| 7    | Bosnia ed Erzegovina |
| 8    | Sudafrica            |

| Promossa in Seconda Divisione B |